# Броун Ігор Михайлович
Ігор Михайлович Броун (івр. איגור בראון; нар. 1955, Львів) — ізраїльський скульптор, автор міський та паркової скульптури в багатьох містах світу.

## Біографія
1973–1975 - навчався у Львівському інституті прикладного мистецтва (сьогодні Львівська національна академія мистецтв).
1975–1980 - навчався у Харківській державній академії дизайну і мистецтв, отримавши 2-й ступінь вищої освіти (магістр) за спеціальністю скульптор.
Після закінчення навчання повернувся до Львова, де почав працювати за фахом, вступив в Спілку художників України.
1990 - виїхав до Ізраїлю. З цього часу часто виїжджає на пленери і симпозіуми по всьому світу. Живе і працює в м. Єгуда-Моносон.
Був одружений з Людмилою Волошаненко.

## Творчість
Працює з такими матеріалами, як камінь, дерево, метал, лід.
Брав участь у 15 колективних виставках в Росії, Аргентині, Японії та інших країнах. 
Персональні виставки - в Україні, Польщі, Болгарії, Ізраїлі.
Брав участь у 12 національних та 38 міжнародних симпозіумах скульпторів. 
Багаторазово роботи скульптора удостоювалися премій і призових місць.
Ігор Броун — скульптор, для якого вибір матеріалу первинний, він вміє бачити камінь, дерево, їх внутрішню структуру. Потім він працює над формою і створює символічні, алегоричні та монументальні образи. Скульптури Броуна масштабні і виразні в просторі міста, парку, розв'язки доріг, але одночасно не позбавлені внутрішнього витонченості, архаїчні і в теж час актуальні, сучасні. Аскетичні форми з першого погляду вражають своєю простотою, але силует скульптури, проявлена фактура матеріалу розкривають задум скульптора з новою, не поміченою раніше сторони. Твори Броуна — це знаки, символи, наповнені філософським змістом, викликають багаті асоціації, рефлексії у глядачів. Це скоріше скульптурні об'єкти, що притягують до себе простір, а не статуї, що знаходяться в ньому.
В останні роки захоплюється художньою фотографією, зокрема тематичними натюрмортами.